# Эйнбкеллах
Эйнбкеллах Добрый  (Айнбкеллах мак Ферхайр; гэльск. Ainbcheallach Maith, Ainbcheallach mac Ferchair; погиб в 719) — король гэльского королевства Дал Риада, правил с 697 по 698 год.

## Биография
Эйнбкеллах был сыном короля Дал Риады Ферхара II. В 697 году он наследовал Эохайду II. Однако в 698 году, примерно через год с момента вступления на престол, он был свергнут своим братом Селбахом. В сентябре 719 году Эйнбкеллах попытался вернуть себе трон Дал Риады, но в сражении при Финнглене был разбит и погиб.
Старший сын Эйнбкеллаха, Муйредах, сам впоследствии был королём Дал Риады. От младшего сына Эйнбкеллаха, Руадри, вели свою родословную мормеры Морея.